# تپه سربند
تپه سربند مربوط به دوران‌های تاریخی پس از اسلام است و در اول جاده مغان و مشکین واقع شده و این اثر در تاریخ ۶ آذر ۱۳۶۲ با شمارهٔ ثبت ۱۶۵۶ به‌عنوان یکی از آثار ملی ایران به ثبت رسیده است.